# 瑞舒伐他汀

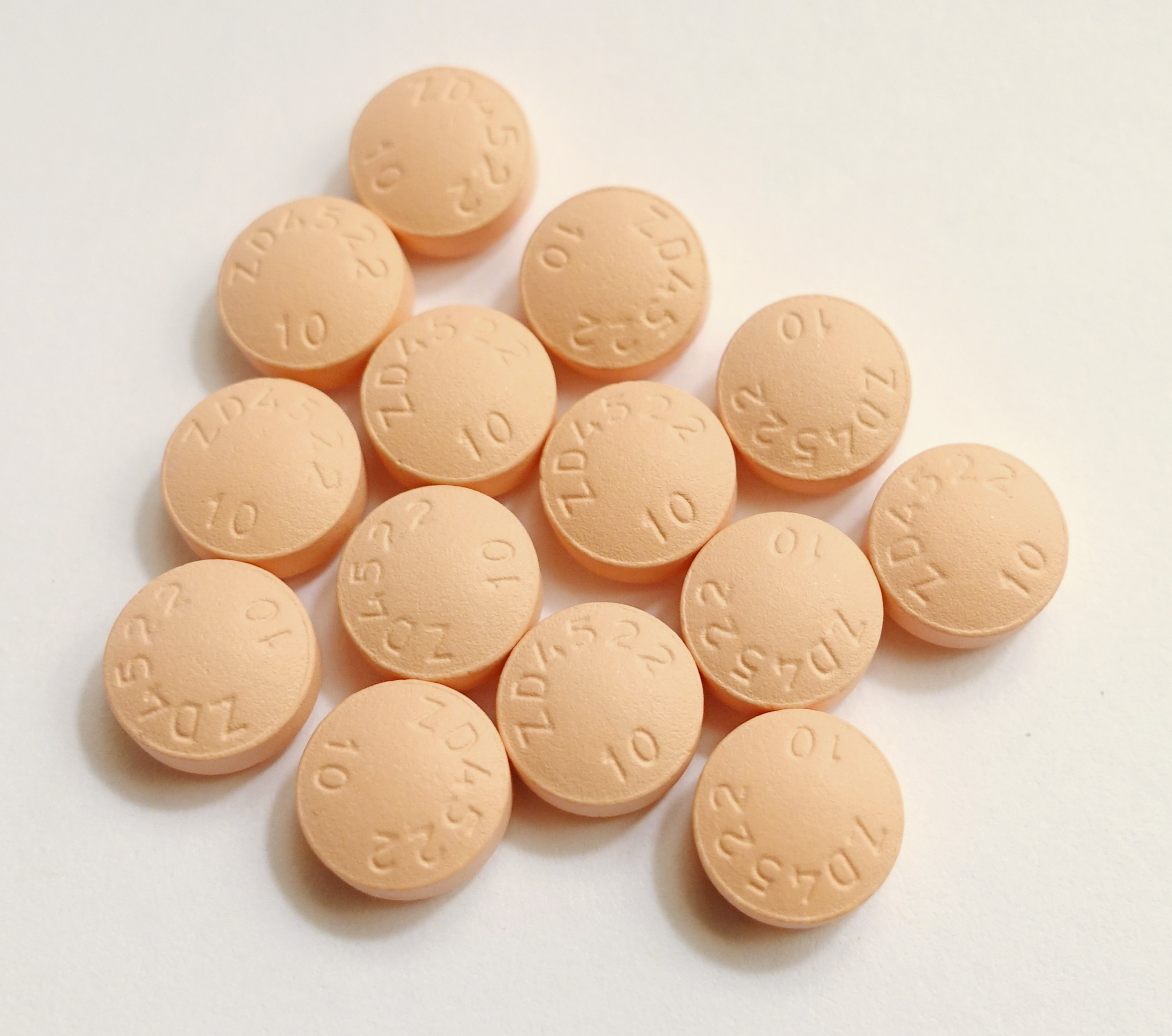
瑞舒伐他汀（阿斯利康制药销售，商品名为可定）10mg片剂

瑞舒伐他汀（英語：Rosuvastatin），商品名为Crestor，中文商品名在中國大陸為可定、在台灣為冠脂妥，是一种他汀类药物，与运动、饮食控制和减肥联合来治疗高胆固醇血症和其他相关症状，也用来预防心血管疾病。瑞舒伐他汀由盐野义制药研发。可定是美国药品销量排行榜的第四名，2013年创造的销售额约为52亿美元。

## 医疗用途
瑞舒伐他汀主要用来治疗血脂异常。建议只有在通过饮食控制、运动和减肥后仍无法控制血脂濃度的情况下才使用瑞舒伐他汀。

## 适应症和监管

### FDA对东亚患者的建议
FDA指出，亚裔美国人使用瑞舒伐他汀治疗导致肌肉疾病的风险增高
瑞舒伐他汀的生产厂商阿斯利康制药指出，由于亚洲人对药物的代谢过程不同，使用标准剂量的一半便能取得满意的降低血脂的效果，而使用标准剂量则可能增加副作用发生的风险。
因此，医师应该调低亚裔美国人或东亚患者的起始剂量。

## 偽藥事件
2017年3月2日，台灣新北市一間社區藥局藥師為病人調劑藥品時，發現冠脂妥的藥品色澤和以往不同，向中華民國藥師公會全國聯合會反映，通報衛生福利部食品藥物管理署與生產廠商阿斯特捷利康製藥（AstraZeneca）介入調查。經調查後懷疑冠脂妥批號「MV503」可能有偽藥，於同年3月4日緊急要求各藥局及醫院先行下架此批號的冠脂妥。

## 引用
1. 1 2 3 4 5  Aggarwal, RK; Showkathali, R. . Expert Opinion on Pharmacotherapy. June 2013, 14 (9): 1215–1227. PMID 23574635. doi:10.1517/14656566.2013.789860.
2. ↑  .   [24 August 2013]. （原始内容存档于2018-06-23）.
3. 1 2  . The American Society of Health-System Pharmacists.   [3 April 2011]. （原始内容存档于2019-06-12）.
4. ↑  FDA Advisory Targets Asian Patients (Los Angeles Times) （页面存档备份，存于）.
5. ↑  Asian-Americans Among Groups More at Risk of Serious Muscle Damage (WebMD) （页面存档备份，存于）.
6. ↑  .   [2017-03-04]. （原始内容存档于2018-09-02）.